# Stina Blackstenius
Stina Blackstenius és una davantera de futbol internacional per Suècia, amb la qual ha estat subcampiona olímpica a Rio 2016. A les categories inferiors va ser campiona d'Europa sub-19 al 2015 i màxima golejadora del torneig.

## Trajectòria
| Temporades  | Club          | Títols                     |
| ----------- | ------------- | -------------------------- |
| 2012        | Vadstena GIF  |                            |
| 2013 - act. | Linköpings FC | 2 Copes, 1 Eurocopa sub-19 |